# Montmurat

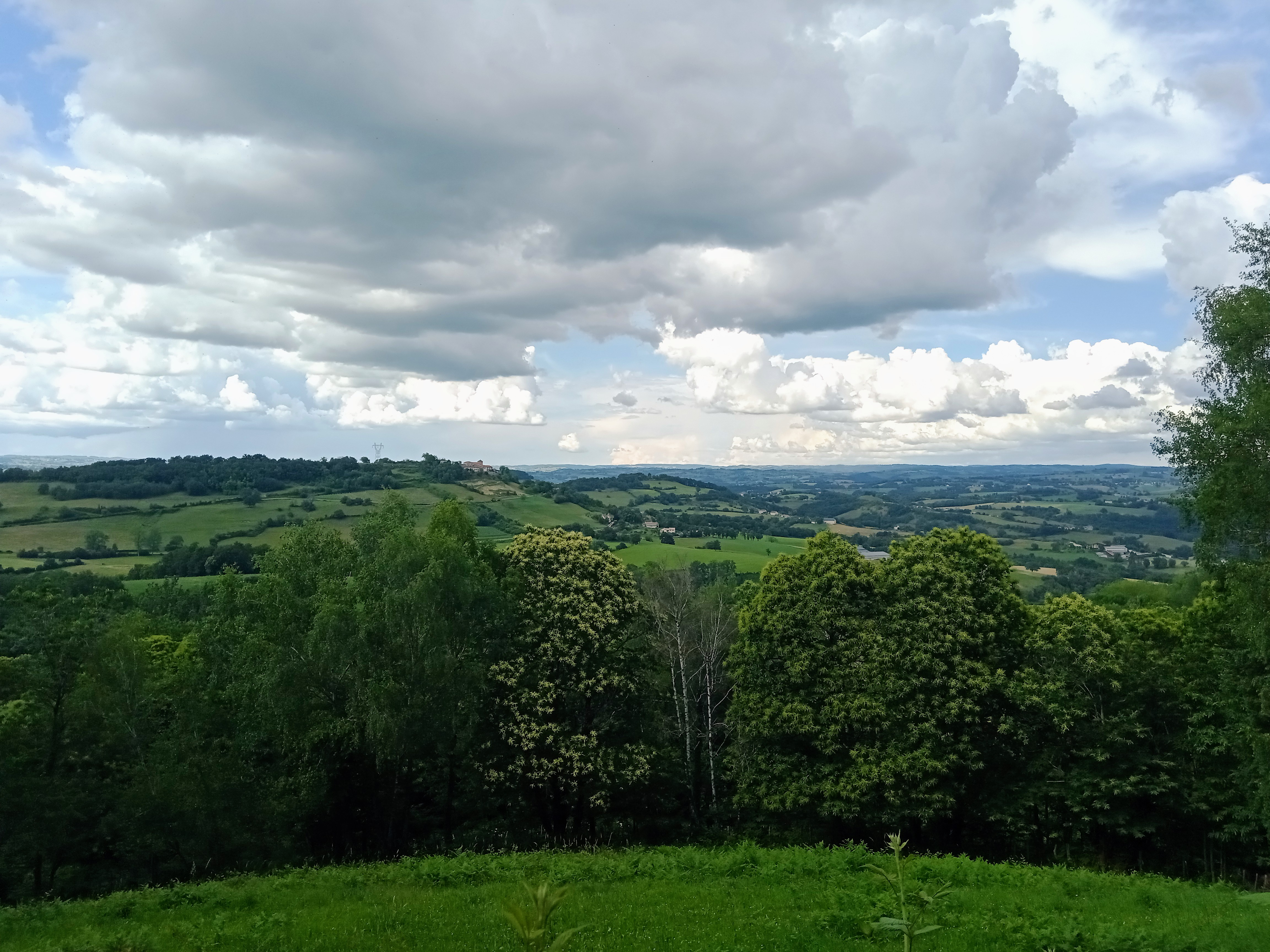
Montmurat (2023)

Montmurat ist eine französische Gemeinde mit 134 Einwohnern (Stand: 1. Januar 2022) im Département Cantal in der Region Auvergne-Rhône-Alpes. Sie gehört zum Arrondissement Aurillac und zum Kanton Maurs. Die Einwohner werden Montmuratois genannt.

## Lage
Montmurat liegt im Zentralmassiv, etwa 39 Kilometer südwestlich von Aurillac. Umgeben wird Montmurat von den Nachbargemeinden Saint-Santin-de-Maurs im Norden, Saint-Santin im Osten, Livinhac-le-Haut im Südosten und Süden sowie Montredon im Süden und Westen.

## Bevölkerungsentwicklung
| Jahr                       | 1962 | 1968 | 1975 | 1982 | 1990 | 1999 | 2006 | 2011 | 2019 |
| Einwohner                  | 146  | 136  | 142  | 148  | 116  | 133  | 151  | 131  | 135  |
| Quellen: Cassini und INSEE |      |      |      |      |      |      |      |      |      |

## Sehenswürdigkeiten
- Kirche Sainte-Marie
- Höhle von Croquepèse
- Höhlen von Profonde und Loudière